# Condalia
Condalia es un género de arbustos espinosos nativo de zonas áridas tanto de Norte como de Sudamérica, comprendidas dentro de la tribu Rhamneae  de la familia de las Rhamnaceae.
Los patrones de distribución son harto variables. Algunas especies están confinadas a puntos geográficos de pocos km²,  mientras otros se expanden, hasta miles de km².  Las especies de Condalia están solo relacionadas con desiertos y arbustales xéricos, de Sudamérica y de Norteamérica, de climas áridos tropical y subtropical. Es solo nativa de los biomas arbustivos del Nuevo Mundo.

## Nombres comunes
Las especies de Condalia son referidas comúnmente como  condalia,  piquillín,  yuna.

## Taxonomía
La coherencia taxonómica y consenso no han sido alcanzados revisando cuáles especies se incluyen en ese género. Esto se debe a que hay dos vertientes de estudio: América del Norte y del Sur.

## Usos
Los frutos son comestibles y se pueden sar en postress. Las especies en aplicaciones en economía, medicina, etc., aún no se acoplan. Los desarrollos bioquímicos aún están bajo proyecto.